# Будинок Басі Каган
Будинок Басі Каган — пам'ятка архітектури, зведена 1929 року за проектом архітектора Семена Сидорчука на замовлення Басі Фрейди Каган. Зараз у будівлі розміщується Рівненська обласна бібліотека для дітей.

## Опис
Головним зовнішнім архітектурним елементом є напівциліндричний еркер, розташований на куті будівлі. Фасад оформлений порталом головного входу, зміщеного до північного торця будинку. У стіні еркеру три вікна: одне прямокутне та два напівпараболічної форми.

## Історія
Замовницею проєкту була крамарка Бася Фрейда Каган. Жінка була заможною міщанкою, оскільки торгувала мануфактурою.
Будівництво тривало з 19 квітня 1928 року по 1 грудня 1929 року.
У 1939 році будівлю у власниці відібрала радянська влада. У 1941 році в будівлі оселився директор Будинку Червоної армії. У воєнний час у будинку було німецьке казино. З 1944 року там поселився спочатку суддя військового трибуналу, а потім прокурор.
У 1954 році в будинок переїхала бібліотека згідно з рішенням №808 виконкому Ровенської міської ради депутатів трудящих. До того в будівлі розміщувалась міська прокуратура, а в частині приміщення проживала сім'я Павла Кистерного.

## Архітектура
У 1928 році на замовлення Басі Фрейди Каган архітектор Валерій Свєнтоховський виконав два варіанти проєкту одноповерхової міської вілли, яка до сьогодні є окрасою вулиці С. Петлюри (в міжвоєнний період — вулиця 13 Дивізії). В обох проєктних пропозиціях при створенні образу автор звертається до стилю модерн. В одному пропонує використання підкреслено сецесійної версії – близької за декоративним оздобленням до віденських прототипів. В другому – подає раціоналізоване строге вирішення, яке і було прийняте до реалізації.
Головний акцент об’єму будівлі — кутовий півкруглий еркер, розташований на діагональній осі і прорізаний вікном арочної форми. Відповідно до традиційної для модерну композиції, головний вхід в будинок зміщений до протилежної еркеру торцевої стіни.
В будинку запроєктовано п’ять житлових кімнат, кухня та передпокій, що відділяється від коридору аркою, яку підтримують дві колони.Будинок зберігся до нашого часу в автентичному стані. До сьогодні збереглись вікна, міжкімнатні двері, дверна і віконна фурнітура, система водопроводу і опалення, елементи оздоблення кімнати з еркером.  , 

## Галерея

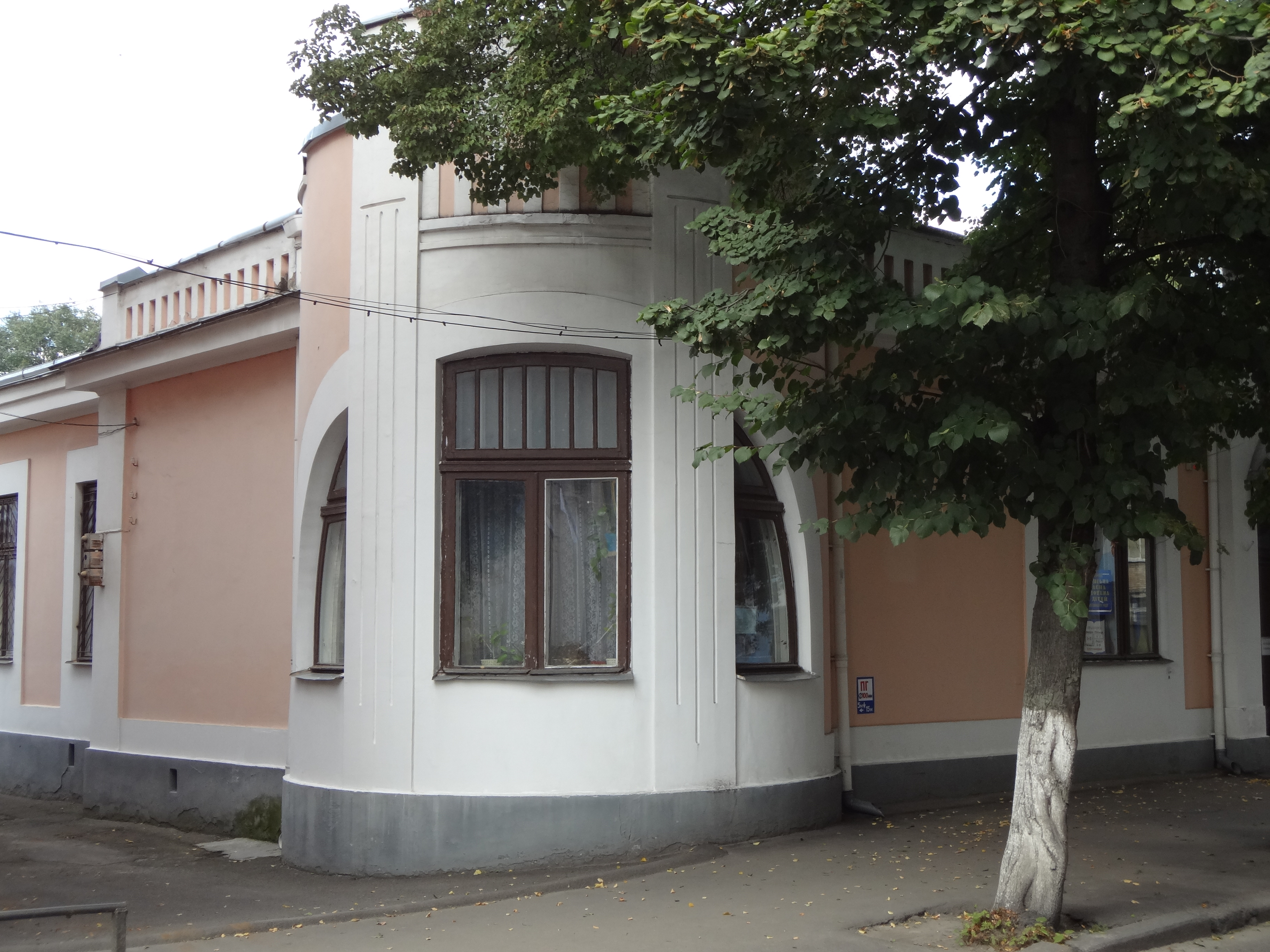
Еркер будівлі
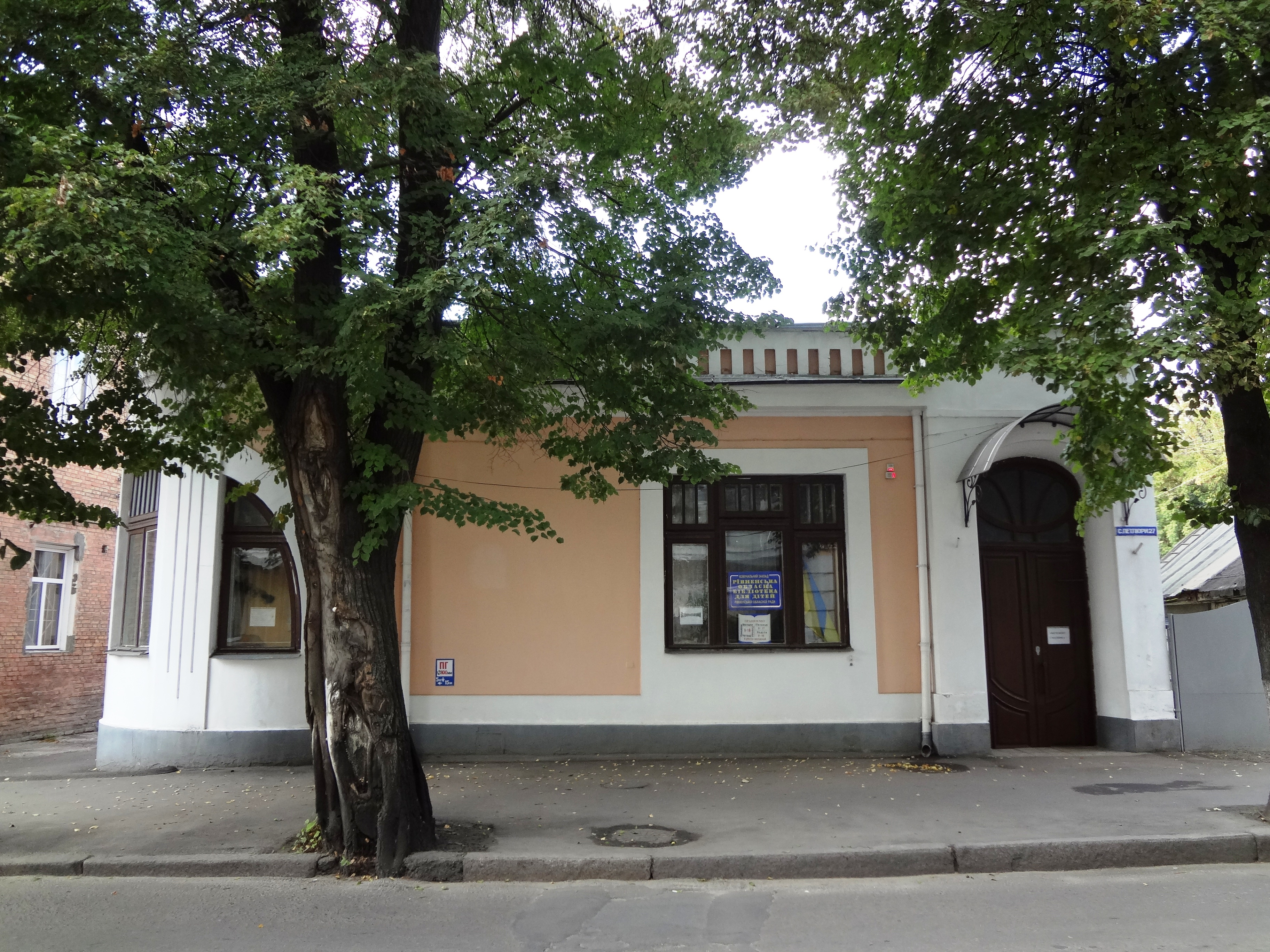
Будівля спереду
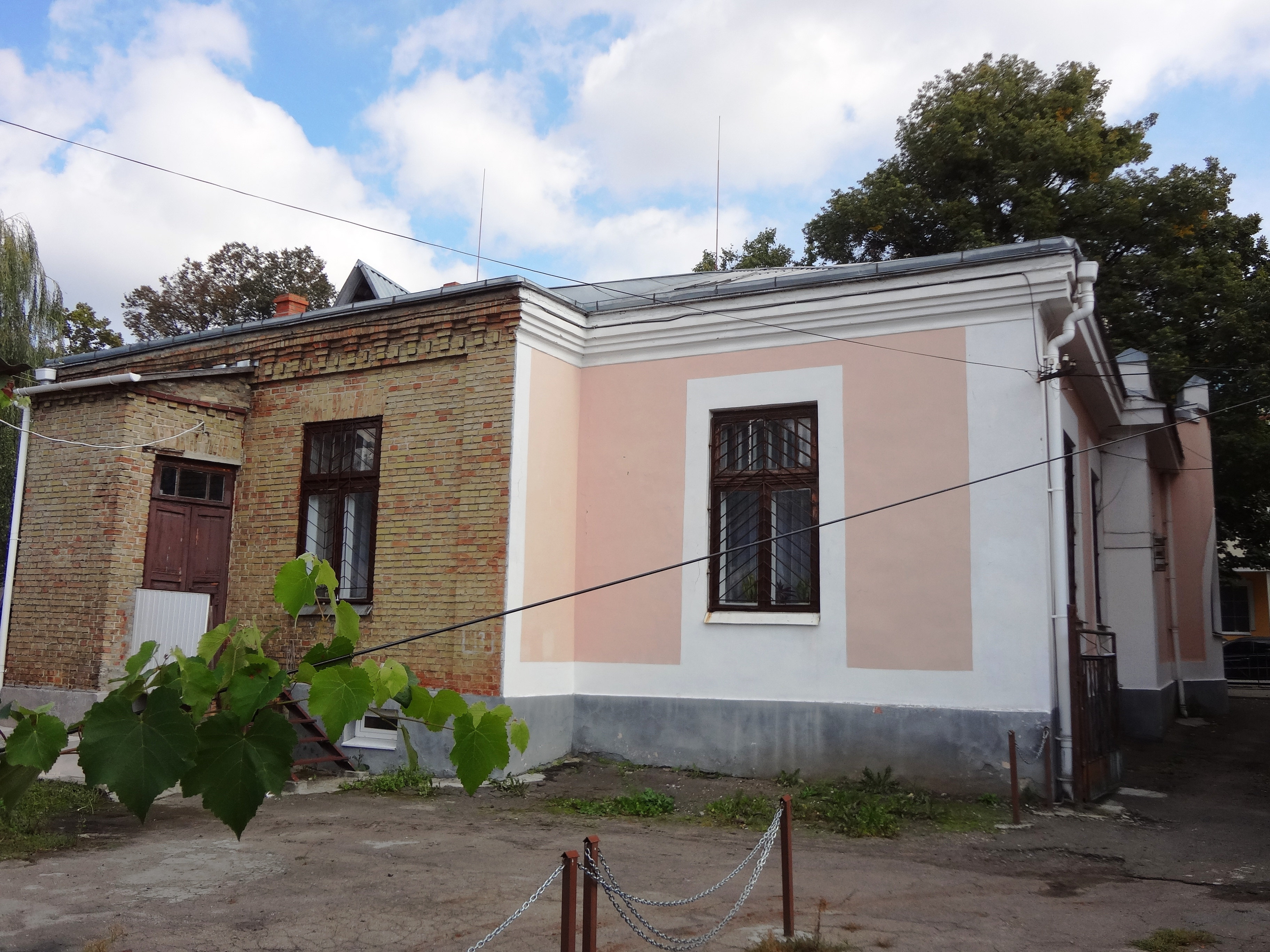
Будівля ззаду